# OW Bunker
OW Bunker & Trading A/S, (Nasdaq Nordic: OW), var ett danskt globalt transportrederi som specialiserade sig på att transportera- och sälja marina bränslen till slutkunder inom hela sjöfartsnäringen. De var Danmarks tredje största transportrederi efter omsättning och med en global marknadsandel på omkring 7%. Rederiet hade verksamheter i 29 länder världen över och sysselsatte fler än 600 anställda samt hade 30 fartyg i sin flotta. OW Bunker ägdes till omkring 35% av det svenska riskkapitalbolaget Altor Equity Partners AB, som förvärvade rederiet från Wrist Group för $1,5 miljarder år 2007.
Den 22 mars 2013 kom det rapporter om att Altor hade gett uppdrag till den amerikanska finansbolaget Morgan Stanley om att utreda en eventuell försäljning av OW Bunker.
Den 8 januari 2014 bekräftade OW Bunker att man hade omförhandlat ett lån värt $450 miljoner till ett nytt på $700 miljoner för att kunna finansiera tillväxten inom rederiet och öka sin globala marknadsandel. Den 5 mars meddelade rederiet att man hade för avsikt att börsnotera sig på Nasdaq OMX Köpenhamn. Den 28 mars blev rederiet officiellt listat på börsen och ägaren Altor kunde kamma hem över tre miljarder SEK via försäljningar av aktier.
Den 7 oktober samma år vinstvarnade rederiet efter det blev känt att de hade åkt på förluster på minst $150 miljoner från misslyckade prisspekulationer på petroleum. Drygt en månad senare meddelade OW Bunker att man hade utsatts för grovt bedrägeri inom sitt Singapore-baserade dotterbolag Dynamic Oil Trading, där personer med höga chefsbefattningar hade svindlat rederiet på minst $125 miljoner. I och med dessa två händelser och sammanlagda förluster på minst $275 miljoner, en summa som översteg rederiets eget kapital, var rederiet i stort sett konkursmässigt. Storägaren Altor gick ut och bekräftade att läget var väldigt allvarligt och att rederiet hade begärt företagsrekonstruktion i dansk konkursdomstol, efter att förhandlingar med långivare hade fallerat. Rederiet hade redan skulder uppemot $750 miljoner till sin långivare som var ett banksyndikat som bestod av 13 internationella banker och finansiella institutioner med den nederländska ING Groep N.V. i spetsen, de enda som var villiga att agera av långivarna var Danske Bank A/S och Nordea Bank AB. Senare under samma dag, bestämde konkursdomstolen att rederiet hade fram till 1 december att komma med en rekonstruktionsplan. I och med detta blev rederiet handelsstoppad på Nasdaq OMX Köpenhamn. Den 7 november gick dotterbolaget ut och avfärdade moderbolagets anklagelser om grovt bedrägeri och antydde att det istället rörde sig om dålig kreditgivning och att de hade en fordran på en kund, men det var fortfarande oklart om kunden kunde betala av sin skuld. Senare under samma dag bekräftade rederiet att de inte kunde fullfölja rekonstruktionsplanen eftersom de inte kunnat hitta någon hållbar lösning och var tvungna att ansöka om konkurs och att man hade polisanmält de som var inblandade i det påstådda bedrägeriet. Konkursdomstolen vid Ålborgs domstol godkände OW Bunker:s konkursbegäran.